# 西野勇士
西野 勇士（にしの ゆうじ、1991年3月6日 - ）は、富山県高岡市出身のプロ野球選手（投手）。右投右打。千葉ロッテマリーンズ所属。

## 経歴

### プロ入り前
兄の影響で5歳から野球を始め、高岡市立川原小学校では少年野球チーム「川原タイガース」、高岡市立高岡西部中学校時代は硬式野球クラブ「高岡ボーイズ」に所属。中学時代までは外野手兼三塁手としてプレーした。高岡ボーイズでは、当時2年間コーチをしていた橋本清からも教えを受けていた。
中学時代は学業成績も良かったため、進学校である富山県立高岡高等学校への進学を勧められたが、野球強豪校であった隣町の富山県立新湊高等学校に進学。自転車で1時間かけて通学した。1年夏に投手へ転向し、3年春の県大会ではベスト8入りし、野球専門誌で富山県の注目選手として紹介される存在となった。エースとして臨んだ3年夏の県大会では全5試合に登板して決勝へ進出したが、高岡商業高等学校との決勝戦に2-3で惜敗し、準優勝に終わった。東洋大学への進学の話があり、当時の監督からも勧められたが、本人はプロを目指していたため進学などは一切考えておらず、プロ志望届を提出した。
2008年10月30日、プロ野球ドラフト会議で千葉ロッテマリーンズから育成選手ドラフト5位指名を受け、11月22日に支度金100万円、年俸240万円（金額は推定）で育成選手契約を結んだ。背番号は131。

### ロッテ時代

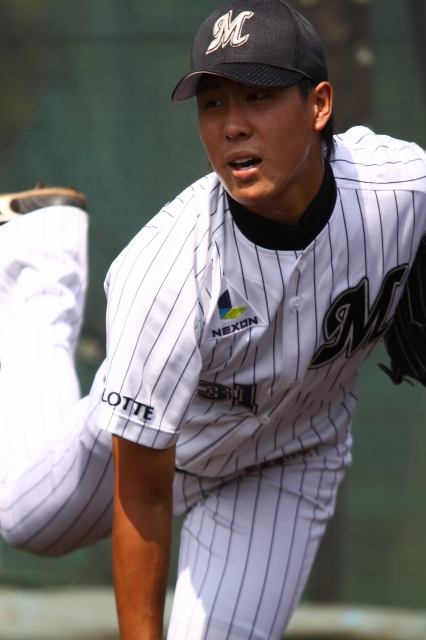
育成選手時代（2012年3月7日）

2009年はイースタン・リーグでも登板が無かった。
2010年はイースタン・リーグで9試合に登板し、35回を投げて防御率2.83を記録した。
2011年はイースタン・リーグで20試合に登板し、35回1/3を投げ防御率2.80を記録した。育成選手の契約は原則3年であるため、シーズン終了後に自由契約となり、その後育成契約を結び直した。
2012年はイースタン・リーグで11試合に登板し、32回を投げ防御率3.94と成績を落とした。シーズン終了後に自由契約となったが、マウンド度胸が高く評価され、11月10日に支配下選手登録をされた。推定年俸は440万円、背番号は67へ変更となった。
2013年は春季キャンプを二軍でスタートし、2月末に一軍へ合流すると、オープン戦で好投を続け、開幕ローテーション入りも示唆されたが、中継ぎとして開幕を一軍で迎えた。3月30日のオリックス・バファローズ戦でプロ初登板を果たし、2回2/3を投げて6安打1失点という内容であった。4月7日の東北楽天ゴールデンイーグルス戦でプロ初先発し、2回1安打無失点と好投していたが、試合が降雨ノーゲームとなり、記録には残らなかった。翌8日の同カードにスライド登板したため、プロ初先発を2日連続で経験することとなり、7回5安打無失点の好投でプロ初勝利を挙げた。その後は先発ローテーションを守り、6月終了時点で7勝2敗・防御率2.15と好成績を収め、7月1日に監督推薦でオールスターに初選出。第3戦に2番手として登板し、2回2安打無失点であった。ただ、レギュラーシーズンでは7月6日の埼玉西武ライオンズ戦でストレートの最速が140km/hにとどまるなど、夏場に調子を落としており、8月10日には右肩痛により登録抹消。同23日の楽天戦で一軍復帰するも、6回途中4失点で敗戦投手。この試合を含めて復帰後3戦3敗を喫するなど、シーズン後半は右肩のコンディションに悩まされた。この年は一軍で24試合（22先発）に登板して防御率3.80、チーム2位の139回2/3、唐川侑己・古谷拓哉と並んでチームトップとなる9勝を記録。ポストシーズンでは、西武とのCSファーストステージ第1戦、4点リードの5回裏一死満塁の場面で2番手として登板し、1回2/3を無安打無失点に抑えて勝利投手。チームはファイナルステージで敗退したが、西野自身は中継ぎとして4試合に登板し、防御率1.42・奪三振率9.95と好投した。12月12日の契約更改では、球団史上最高の昇給率となる500%増（2200万円増）の推定年俸2640万円でサインし、背番号が29へ変更となることが併せて発表された。
2014年は前年のポストシーズンでの好投が評価され、シーズン早々に守護神転向プランが急浮上。右肩のコンディションを考慮されて春季キャンプは二軍スタートとなったが、第4クールから一軍へ合流すると、前年最多セーブに輝いた益田直也が右肘の違和感で戦列を離れ、守護神として開幕を一軍で迎えた。4月5日の北海道日本ハムファイターズ戦でプロ初セーブ、同18日の福岡ソフトバンクホークス戦ではプロ初ホールドを挙げるなど、開幕から5月3日の西武戦まで14試合連続無失点を記録。好調を維持し、益田の復帰後も守護神の座を守るとシーズン終了までその役割を全うした。この年はチーム最多の57試合に登板して1勝1敗9ホールド・防御率1.86、34度のセーブ機会で失敗は3度にとどめ、リーグ3位の31セーブと好成績を収めた。シーズン終了後には日米野球2014（詳細後述）に出場し、オフの契約更改では3360万円増となる推定年俸6000万円でサインした。
2015年は開幕前に日本代表強化試合（詳細後述）へ出場し、レギュラーシーズンでは守護神として開幕を一軍を迎えた。セーブ機会での失敗0を継続し、9月23日の楽天戦で自己最多の34セーブ目を挙げたが、9回二死からの投ゴロが左足に直撃。試合後に左足甲打撲と診断されていたが、翌24日の再検査で左足第二中足骨基部亀裂骨折が判明し、9月25日に出場選手登録を抹消され、シーズンを終えた。この年は54試合の登板で1勝2敗4ホールド34セーブ・防御率1.83、セーブ機会での失敗は0と好成績を収め、オフに4000万円増となる推定年俸1億円で契約を更改した。
2016年は開幕前に日本代表強化試合（詳細後述）へ出場し、レギュラーシーズンでは守護神として開幕を一軍で迎え、監督推薦で3年ぶり2度目となるオールスターに出場した。しかし、交流戦に入る頃から右肘に痛みを感じており、5月末からは救援失敗が目立ち、6月末から7月上旬にかけては4登板連続失点。7月30日の楽天戦でセーブに失敗すると、翌31日に出場選手登録を抹消された。軽い疲労と診断されたものの、右肘の痛みがなかなか取れず、一軍復帰は約2か月後の9月27日となり、この年は42試合の登板で3勝6敗5ホールド21セーブ・防御率3.35という成績であった。シーズン終了後には先発再転向プランが浮上し、本人の「戻りたい」という意向もあり、秋季キャンプで先発再転向が決定した。オフに500万円減となる推定年俸9500万円で契約を更改した。
2017年は開幕2戦目のソフトバンク戦で4年ぶりの一軍先発登板を果たしたが、6回4失点（自責点3）で敗戦投手となった。先発候補が多いチーム事情があり、翌4月2日に登録抹消となったものの、2試合目の登板となった同13日のオリックス戦では6回6安打1失点と好投し、2013年8月9日以来の先発勝利を挙げた。しかし、「オープン戦の時からおかしかった」と前年に患った右肘痛が再発しており、5月3日にこの年3度目の登録抹消。右肘の靭帯損傷と診断され、一時は手術も検討したが「それほど重症ではなく、これなら休んで治せる」と判断。1か月半は実戦登板を回避してリハビリに務めた後、二軍戦13試合の登板で3勝4敗・防御率4.88を記録し、9月30日の楽天戦で一軍復帰。6回2失点で2勝目を挙げた。この年は5試合の先発登板で2勝3敗・防御率4.73という成績にとどまり、オフに2000万円減となる推定年俸7500万円で契約を更改した。
2018年は中継ぎとして開幕一軍入りを果たしたが、シーズン初登板となった4月4日のオリックス戦で1回2安打2四球3失点と結果を残せず、同7日に登録抹消。その後は7月6日に出場選手登録、8月6日に登録抹消、9月26日に再登録とシーズンの大半を二軍で過ごした。この年は右肘の痛みに悩まされることは無くなったものの、14試合の登板で防御率6.19という成績に終わり、オフに1500万円減となる推定年俸6000万円で契約を更改。12月にはアメリカのシアトルにあるトレーニング施設「ドライブラインベースボール」に自らアポを取り、自費で訪問し、映像による投球フォームの解析を行った。
2019年は前年オフから取り組んだフォーム修正が功を奏し、ストレートのスピードや変化球のキレが戻った。中継ぎとして開幕を一軍で迎えると、4月23日の西武戦では3年ぶりのホールド、5月9日の西武戦では3年ぶりのセーブを挙げるなど、ブルペンの一角を担った。「後半戦追い上げるには先発投手が必要」という吉井理人投手コーチの発案で7月11日からは二軍で先発調整。8月5日の楽天戦で5回を3安打無失点に抑え、674日ぶりの一軍先発登板を白星で飾った。同16日のオリックス戦では7回6安打10奪三振2失点と好投し、6年ぶり2度目の2桁奪三振を記録すると、9月7日のソフトバンク戦では9回114球4安打無失点の内容でプロ初完投・初完封勝利を挙げた。この年は37試合（6先発）の登板で2勝3敗5ホールド2セーブ・防御率2.96と復活を印象づけたシーズンとなり、契約更改では1000万円増となる推定年俸7000万円でサイン。オフは前年と同様にドライブラインベースボールで自主トレを行った。
2020年は新型コロナウイルスの影響で開幕が6月に延期となるも、開幕ローテーション入りが当確となっていた。しかし、6月10日の中日ドラゴンズとの練習試合後に右肘に違和感を覚え、同16日に横浜市内の病院で右肘内側側副靱帯損傷と診断された。6月29日に横浜市内の病院でトミー・ジョン手術を受け、スローイング再開は4か月後の11月上旬となる見込みであることが、翌30日に球団から発表された。この年は支配下登録後初の一軍登板なしに終わったが、12月4日の契約更改時点では約40メートルのスローイングを行うなど、リハビリは順調に進んだ。減額制限いっぱいの25%減（1750万円減）となる推定年俸5250万円でサインした。
2021年は一軍・二軍ともに公式戦登板がなくシーズンを終えたが、フェニックスリーグで実戦復帰。オフに1000万円減となる推定年俸4250万円で契約を更改した。
2022年は2月の春季キャンプをB組で過ごしたが、オープン戦からは一軍に合流。今シーズンは中継ぎとして活動した。これは順調な調整を見せるが井口資仁監督は「基本的には先発でいってもらいたいと思っていますが、立ち上げていく中で中継ぎでスタートで」という起用プランを明かしたことによる。この年のロッテは昨シーズンに24ホールド（チーム2位）を記録したフランク・ハーマンが退団し、佐々木千隼（同1位）と唐川侑己（同3位）は開幕に間に合わず、さらに後半戦のセットアッパーを務めた国吉佑樹はオープン戦で不安定な投球が続いたことから、3年ぶりの開幕一軍をセットアッパーとして迎えることとなった。3月27日の楽天戦で3年ぶりの一軍登板を果たすと、4月12日のソフトバンク戦では948日ぶりに白星を挙げた。登板間隔を考慮されながらも、8回のセットアッパーを任され、5月20日終了時点で14試合に登板し、1勝2敗7ホールド・防御率2.57を記録していたが、翌21日に特例2022で登録抹消。5月25日に一軍へ復帰したが、開幕から存在感を見せていた東條大樹と小野郁が5月に入って重要な場面を任されるようになっており、復帰後の西野はビハインドの場面でも登板する機会が増えていった。途中加入のロベルト・オスナが6月下旬に一軍へ合流すると、勝ちパターンが確立され、西野の登板機会は減少し、7月は2試合の登板にとどまり、同26日には新型コロナウイルスに感染し、特例2022で登録抹消。8月14日に二軍戦で実戦復帰し、その後は術後初の連投も解禁すると、同23日に一軍復帰し、9月は11試合の登板で2勝1敗4ホールド・防御率0.84と安定した投球を見せた。この年は37試合に登板し、3勝3敗15ホールド・防御率1.73を記録。オフに750万円増となる推定年俸5000万円で契約を更改した。
2023年は先発へ転向し、6年ぶりに開幕ローテーション入り。開幕4試合目の日本ハム戦で約3年半ぶりに先発マウンドへ上がると、5回4失点ながらも、1305日ぶりとなる先発白星を挙げた。その後は登板間隔を空けながらの先発登板が続いたが、6月9日の広島東洋カープ戦後に疲労感を訴え、同25日の日本ハム戦に中15日で先発登板。続く7月4日の西武戦では7回無失点に抑え、この時点で10試合に先発登板し、6勝2敗・防御率2.53を記録していたが、次の先発登板に向けたブルペン調整後に右肩の違和感を訴え、7月12日に出場選手登録を抹消された。後半戦最初の同22日のソフトバンク戦で一軍復帰して以降は、中10日以上を空けての先発登板が続き、レギュラーシーズン全体でも中6日での先発登板が1試合のみであったものの、この年は18試合の先発登板で8勝5敗・防御率2.69を記録。ソフトバンクとのCSファーストステージ第2戦では、7年ぶりとなるポストシーズンでの登板となったが、3回3失点で降板し、敗戦投手となった。オフに3500万円増となる推定年俸8500万円で契約を更改した。
2024年は2年連続で開幕ローテーションに入り、8月3日の先発登板を終えた時点では“投げ抹消”が3度ありながらも、15試合の先発登板で8勝6敗・防御率3.63を記録。ストレートの調子が悪く、変化球でかわすピッチングが続いていたが、シーズン終盤でストレートに手応えを掴み、8月12日の先発登板以降は“投げ抹消”が4度ありながらも、5先発全てでQS（うちHQS3度）と安定した投球を披露した。この年は20試合の先発登板で9勝8敗・防御率3.24を記録。シーズン中に国内FA権を取得していたが、オフに権利を行使せず残留し、球団とは推定年俸1億5000万円プラス出来高払いの3年契約を締結した。
2025年は開幕から先発投手として腕を振るい、6月14日時点では8試合に先発登板して0勝4敗、防御率3.43という成績であったが、同日に右前腕屈筋群の筋損傷と診断された。

## 代表経歴

### 日米野球2014
2014年10月9日、日米野球2014の日本代表に選出されたことが発表された。髙橋朋己と共にダブルストッパーに指名され、セーブも記録。第3戦では先発の則本昂大が5回パーフェクトピッチング、2番手の西勇輝が2回2四死球、3番手の牧田和久が1回2四球とチームが無安打無失点を継続していた中で9回に登板。三者凡退に抑える好投で、日米野球史上初の継投ノーヒットノーランを達成した。

### 第1回プレミア12
2015年2月16日にGLOBAL BASEBALL MATCH 2015 侍ジャパン 対 欧州代表の日本代表に選出されたことが発表され、この強化試合でも守護神を務めた。
同年7月16日、第1回プレミア12の日本代表第1次候補選手、9月10日に同大会の1次登録メンバーに選出されていたが、その後骨折があり、最終登録メンバー28人には入れなかった。

### 第4回WBC
2016年2月15日に侍ジャパン強化試合 日本 vs チャイニーズタイペイの日本代表26名に選出されたことが発表された。この強化試合でも守護神を務め、第2戦では8回終了時点で2点リードであったため9回裏に登板したが、チームが9回表に6点を奪ったことでセーブは付かなかった。
第4回WBCへの出場に意欲的であったが、2016年のレギュラーシーズンでは右肘痛に悩まされ、代表入りは果たせなかった。

## 選手としての特徴
| 球種       | 配分 % | 平均球速 km/h | 被打率 |
| ---------- | ------ | ------------- | ------ |
| ストレート | 33.6   | 145.9         | .254   |
| スライダー | 28.8   | 126.8         | .248   |
| フォーク   | 21.5   | 139.8         | .229   |
| ツーシーム | 11.2   | 144.7         | .333   |
| カーブ     | 04.9   | 109.6         | .308   |

フォークを決め球とする右腕。フォークは“カウントを取るための落差が小さいもの”と“空振りを取るための落差が大きいもの”の2種類があり、変化球はその他にスライダー・カーブ・ツーシームを投じる。ストレートの最速は152km/hを計測している。
高校時代は最速143km/hのストレートとスライダーで打者を打ち取るタイプの投手であり、持ち球にフォークはあったが、得意な球種ではなかったという。

## 人物
愛称は「にっしゃん」、「にーしゃん」。
支配下選手1年目の2013年は浦和の球団寮からQVCマリンフィールドのある幕張まで電車通勤していた。シーズンオフの期間を使い普通自動車免許を取得した。
2015年1月に一般女性と結婚した。

## 詳細情報

### 年度別投手成績
| 年 度      | 球 団      | 登 板 | 先 発 | 完 投 | 完 封 | 無 四 球 | 勝 利 | 敗 戦 | セ 丨 ブ | ホ 丨 ル ド | 勝 率 | 打 者 | 投 球 回 | 被 安 打 | 被 本 塁 打 | 与 四 球 | 敬 遠 | 与 死 球 | 奪 三 振 | 暴 投 | ボ 丨 ク | 失 点 | 自 責 点 | 防 御 率 | W H I P |
| ---------- | ---------- | ----- | ----- | ----- | ----- | -------- | ----- | ----- | -------- | ----------- | ----- | ----- | -------- | -------- | ----------- | -------- | ----- | -------- | -------- | ----- | -------- | ----- | -------- | -------- | ------- |
| 2013       | ロッテ     | 24    | 22    | 0     | 0     | 0        | 9     | 6     | 0        | 0           | .600  | 588   | 139.2    | 140      | 5           | 40       | 2     | 3        | 106      | 8     | 0        | 61    | 59       | 3.80     | 1.29    |
| 2014       | ロッテ     | 57    | 0     | 0     | 0     | 0        | 1     | 1     | 31       | 9           | .500  | 219   | 58.0     | 33       | 4           | 15       | 1     | 0        | 63       | 3     | 0        | 12    | 12       | 1.86     | 0.83    |
| 2015       | ロッテ     | 54    | 0     | 0     | 0     | 0        | 1     | 2     | 34       | 4           | .333  | 219   | 54.0     | 44       | 1           | 12       | 1     | 1        | 71       | 8     | 0        | 13    | 11       | 1.83     | 1.04    |
| 2016       | ロッテ     | 42    | 0     | 0     | 0     | 0        | 3     | 6     | 21       | 5           | .333  | 180   | 43.0     | 39       | 4           | 11       | 2     | 1        | 36       | 2     | 0        | 17    | 16       | 3.35     | 1.16    |
| 2017       | ロッテ     | 5     | 5     | 0     | 0     | 0        | 2     | 3     | 0        | 0           | .400  | 123   | 26.2     | 31       | 2           | 14       | 1     | 0        | 17       | 2     | 0        | 15    | 14       | 4.73     | 1.69    |
| 2018       | ロッテ     | 14    | 0     | 0     | 0     | 0        | 0     | 0     | 0        | 0           | .000  | 75    | 16.0     | 20       | 2           | 6        | 0     | 0        | 19       | 2     | 0        | 12    | 11       | 6.19     | 1.63    |
| 2019       | ロッテ     | 37    | 6     | 1     | 1     | 0        | 2     | 3     | 2        | 5           | .400  | 277   | 70.0     | 56       | 6           | 23       | 0     | 0        | 64       | 1     | 0        | 23    | 23       | 2.96     | 1.13    |
| 2022       | ロッテ     | 37    | 0     | 0     | 0     | 0        | 3     | 3     | 0        | 15          | .500  | 152   | 36.1     | 28       | 4           | 17       | 1     | 0        | 35       | 1     | 0        | 8     | 7        | 1.73     | 1.24    |
| 2023       | ロッテ     | 18    | 18    | 1     | 0     | 0        | 8     | 5     | 0        | 0           | .615  | 464   | 117.0    | 109      | 4           | 23       | 0     | 4        | 92       | 1     | 0        | 39    | 35       | 2.69     | 1.13    |
| 2024       | ロッテ     | 20    | 19    | 1     | 0     | 0        | 9     | 8     | 0        | 0           | .529  | 510   | 122.1    | 120      | 8           | 31       | 1     | 4        | 77       | 1     | 0        | 46    | 44       | 3.24     | 1.23    |
| 通算：10年 | 通算：10年 | 308   | 70    | 3     | 1     | 0        | 38    | 37    | 88       | 38          | .507  | 2807  | 683.0    | 620      | 40          | 192      | 9     | 13       | 580      | 29    | 0        | 246   | 232      | 3.06     | 1.19    |

- 2024年度シーズン終了時

### 年度別守備成績
| 年 度 | 球 団  | 投手  | 投手  | 投手  | 投手  | 投手  | 投手     |
| 年 度 | 球 団  | 試 合 | 刺 殺 | 補 殺 | 失 策 | 併 殺 | 守 備 率 |
| ----- | ------ | ----- | ----- | ----- | ----- | ----- | -------- |
| 2013  | ロッテ | 24    | 6     | 28    | 0     | 1     | 1.000    |
| 2014  | ロッテ | 57    | 6     | 10    | 0     | 0     | 1.000    |
| 2015  | ロッテ | 54    | 3     | 7     | 1     | 1     | .909     |
| 2016  | ロッテ | 42    | 0     | 6     | 0     | 0     | 1.000    |
| 2017  | ロッテ | 5     | 1     | 4     | 0     | 0     | 1.000    |
| 2018  | ロッテ | 14    | 1     | 2     | 1     | 0     | .750     |
| 2019  | ロッテ | 37    | 1     | 7     | 0     | 0     | 1.000    |
| 2022  | ロッテ | 37    | 0     | 6     | 1     | 2     | .857     |
| 2023  | ロッテ | 18    | 8     | 13    | 0     | 1     | 1.000    |
| 2024  | ロッテ | 20    | 5     | 15    | 0     | 2     | 1.000    |
| 通算  | 通算   | 308   | 31    | 78    | 3     | 6     | .973     |

- 2024年度シーズン終了時

### 記録
初記録
投手記録
- 初登板：2013年3月30日、対オリックス・バファローズ2回戦（QVCマリンフィールド）、5回表に2番手で救援登板、2回2/3を1失点
- 初奪三振：同上、5回表に坂口智隆から
- 初先発登板・初勝利・初先発勝利：2013年4月8日、対東北楽天ゴールデンイーグルス3回戦（日本製紙クリネックススタジアム宮城）、7回無失点
- 初セーブ：2014年4月5日、対北海道日本ハムファイターズ2回戦（QVCマリンフィールド）、9回表に4番手で救援登板・完了、1回無失点
- 初ホールド：2014年4月18日、対福岡ソフトバンクホークス4回戦（QVCマリンフィールド）、10回表に4番手で救援登板、1回無失点
- 初完投勝利・初完封勝利：2019年9月7日、対福岡ソフトバンクホークス23回戦（福岡ヤフオク!ドーム）、9回4安打無失点

打撃記録
- 初打席：2013年5月14日、対読売ジャイアンツ1回戦（東京ドーム）、3回表に杉内俊哉から投犠打[178]

その他の記録
- 育成枠出身選手初の初先発初勝利：2013年4月8日、対東北楽天ゴールデンイーグルス3回戦（日本製紙クリネックススタジアム宮城）、7回無失点[13]
- 育成枠出身選手初の1試合2桁奪三振：2013年5月20日、対広島東洋カープ2回戦（QVCマリンフィールド）、8回1/3で12奪三振、2失点[13]
- 育成枠出身選手初のシーズン30セーブ：2014年
- オールスターゲーム出場：2回（2013年[179]、2016年）

### 背番号
- 131（2009年[9] - 2012年）
- 67（2013年[16]）
- 29（2014年[35] - ）

### 登場曲
- 「America」Santana feat. P.O.D（2013年）
- 「Wild Ones」Flo Rida（2013年、2015年 - 2018年、2022年）
- 「Beautiful Life (feat. Tony T & Big Ali)」Sasha Lopez（2014年）
- 「MIC Drop」BTS（防弾少年団）（2019年 - 2021年）
- 「Soul One」WILYWNKA（2023年 - ）